# Моримото, Кодзи
Кодзи Моримото (яп. 森本晃司 Моримото Ко:дзи, род. 26 декабря 1959) — японский аниматор и режиссёр. Один из основателей Studio 4°C. Работал в технике Superflat.

## Биография
Кодзи Моримото родился в Вакаяме. В 1979 году он окончил Осакскую школу дизайна, а спустя несколько лет устроился в анимационную студию Studio Annapuru, где работал над сериалом Tomorrow’s Joe. Случайно увидев анимацию Такаси Накамуры в аниме Gold Lightan (студия Tatsunoko Production), Моримото был поражён. Он решил уволиться и стать независимым аниматором (1984). Моримото быстро приобрел известность, в первую очередь благодаря работе над анимацией в полнометражном научно-фантастическом аниме Neo-Tokyo. В 1986 Моримото вместе с продюсером Эйко Танакой и Ёсихару Сато основал собственную студию Studio 4°C. В 1987 году он дебютировал как режиссёр новеллы Franken no Haguruma («Шестеренка Франкенштейна») в OVA Кацухиро Отомо Robot Carnival, а в 1988 году принял участие в создании «Акиры», установившей стандарты современной японской анимации.

## Фильмография
| Режиссёр: - Robot Carnival — «Шестеренка Франкенштейна» (1987) - Tobe! Kujira no Peek (1991) - Nine Love Stories — «Hero» (1991) - Memories — «Магнитная роза» (1996) - Noiseman Sound Insect (1997) - Eternal Family (1997) - Аниматрица — «За пределами» (2003) - Digital Juice — «The Saloon in the Air» (2003) Клипмейкер: - Кэн Исии — «EXTRA» (1996) - The Bluetones — «4-Day Weekend» (1998) - GLAY — «Survival» (яп. サバイバル Sabaibaru) (1999) - KICELL — «Yakan Hiko (Rakka Dub Version)» (яп. 夜間飛行 (落下ダブ Version)) (2002) - Аюми Хамасаки — «Connected» (2003) - Хикару Утада — «You Make Me Want To Be A Man» (2005), «Passion» (2005) | Аниматор: - Tomorrow’s Joe (1980) - Space Adventure Cobra (1982) - Golgo 13 (1983) - Genma Taisen (1983) - Fist of the North Star (1984) - The Super Dimension Fortress Macross: Do You Remember Love? (1984) - Bobby’s In Deep! (1985) - Dagger of Kamui (1985) - Neo-Tokyo (1987) - Akira (1988) - Ведьмина служба доставки (1989) - Гиперпространственная крепость Макросс (1995) - Mind Game (2004) - Tekkon Kinkreet — (2006) |